# Mark de Vries
Mark de Vries (* 24. August 1975 in Paramaribo, Niederlande, heute Suriname) ist ein niederländisch-surinamischer Fußballspieler.

## Geburt und Kindheit
Mark de Vries wurde 1975 in Paramaribo, der Hauptstadt der damaligen niederländischen Kolonie Suriname, geboren. Nur drei Monate später erklärte Suriname seine Unabhängigkeit von den Niederlanden. Früh wanderte er mit seiner Familie in die Niederlande aus und wuchs auch dort auf.

## Karriere
Mark de Vries spielte in seiner Jugend bei WGW Den Helder und bei HRC. Danach ging er in die Jugendabteilung des FC Volendam.
1994 kam er in ihre erste Mannschaft des Zweitligisten. 1998 ging Mark de Vries ins Ausland und spielte nun beim französischen Zweitligaklub Chamois Niort. Jedoch hielt es ihn dort nur ein Jahr, um wieder in die Niederlande zurückzukehren. Beim FC Dordrecht unterschrieb er einen Vertrag. Nach drei Jahren in Südholland ging Mark de Vries wieder ins Ausland. Ablösefrei wechselte Mark de Vries zum schottischen Erstligisten Heart of Midlothian FC aus Edinburgh. Nach zweieinhalb Jahren beim Hauptstadtklub aus Schottland ging Mark de Vries zum englischen Zweitligisten Leicester City. Die Ablösesumme lag im fünfstelligen Bereich.
Mark de Vries konnte sich dort nicht durchsetzen und ging in der Winterpause der Saison 2005/06 auf Leihbasis zurück in die Niederlande. Für ein paar Monate spielte Mark de Vries beim Erstligaklub SC Heerenveen. Jedoch konnte er sich dort auch nicht durchsetzen und kam nur zu sieben Einsätzen. Im Mai 2006 ging er dann vorzeitig zurück nach Leicester. Die Foxes verliehen ihn jedoch erneut in die Niederlande. Diesmal jedoch zu ADO Den Haag. Dort kam er zwar zu 27 Einsätzen, wurde jedoch eingewechselt. Allerdings kam er zu zwei Toren.
Im Mai 2007 wurde Mark de Vries zurück nach Leicester beordert. Jedoch verlieh man ihn wieder. Diesmal jedoch innerhalb Englands. Leeds United nahm ihn ohne Leihgebühr unter Vertrag.
Mark de Vries verließ ein halbes Jahr später wieder Leeds und wurde von Leicester City für eine Ablösesumme von 60.000 Euro zurück nach Schottland verkauf. Dundee United hieß nun sein neuer Verein.
Nach nur einem halben Jahr kehrte Mark de Vries nun abermals in die Niederlande zurück und spielt seitdem für den SC Cambuur-Leeuwarden.